# زیلیبان
زیلیبان (به لاتین: Ziliban) یک منطقه مسکونی در جمهوری آذربایجان است که در شهرستان زاقاتالا واقع شده است. بیشتر مردم آن از اقوام آوار هستند.